# Notopleura tubulistipula
Notopleura tubulistipula là một loài thực vật có hoa trong họ Thiến thảo. Loài này được C.M.Taylor mô tả khoa học đầu tiên năm 2003.